# Heerschap
Heerschap (Frans: Seigneurie, Oudnederlands: theerscip) was een bestuurlijke eenheid voortkomend uit het feodaal recht, aan de basis lag een leenovereenkomst tussen de grondeigenaar en de heer. Heerschap kan zowel op het gebied slaan, als op de heer, deze heeft de heerschappij over dat stuk grond. 

## Juridische situatie
Het feodale stelsel hoorde in de middeleeuwen in grote gebieden van Europa in verschillende vormen tot het plaatselijk gewoonterecht. Daarbij was het principe dat een groot grondgebied in het bezit van een wereldlijke vorst of kerkelijke autoriteit, de heer, werd onderverdeeld in kleinere eenheden die dan door de grootgrondbezitter in bruikleen werden gegeven aan een derde, vazal of leenman genoemd. In de verhouding tot de bewoners van het gebied was deze persoon de heer.
Bij de bruikleenovereenkomst tussen grondeigenaar en vazal werden allerlei afspraken gemaakt, om te beginnen meestal dat de leenman het grondgebied mocht uitbaten en een deel van de opbrengst mocht houden, in ruil voor militaire dienstbaarheid aan de grondeigenaar. Verder kreeg de heer (later) vaak het recht plaatselijk regels op te stellen en recht te spreken.
Er bestond toen nog geen overheid zoals we deze nu kennen, er was steeds één persoon die de rechten had en alle beslissingen mocht nemen.

## Geschiedenis
Heerschap was de term die de heerschappij van een persoon, de heer, over een bepaald gebied uitdrukte waarbij deze de volledige leenrechten bezat. De term heerschap is gelijk aan de term heerlijkheid. De oorsprong van een heerschap ligt bij de wil van een heer om deze op te richten. In relatief dunbevolkte gebieden was het gemakkelijker om een heerschap op te richten dan in dichtbevolkte gebieden. Het is een bestuursvorm die zich in de 12e, 13e, 14e eeuw ontwikkelde. De term werd vooral in het oosten van Nederland, Twente, Salland, Gelderland gebruikt. Het Duitse Herrschaft en Herrschaftsrechte is van dezelfde betekenis.
De centrale persoon van de heerschap was de eigenaar van die rechten.
Na 1500 was de term ook een opkomende titel voor leden van de Friese adel. Het predicaat heerschap werd graag gebruikt door de hoofdelingen, die in de gunst stonden van de vreemde landsheren en bepaalde voorrechten genoten.
Het feodale stelsel werd in stappen afgeschaft, vanaf de Franse bezetting (1794 tot 1814), sommige feodale rechten bleven echter nog langer gelden. In 1813 gingen de Noord-Nederlandse departementen van het napoleontische rijk op in het soeverein vorstendom der Verenigde Nederlanden. Deze bestuurlijke eenheid had een grondwet (constitutie) als juridische basis.

## Huidig gebruik
Tegenwoordig wordt dit woord vooral pejoratief gebruikt om een persoon van het mannelijke geslacht mee aan te duiden. Het wordt ook gebruikt in het begrip heerschappij om aan te geven dat iemand ergens de macht heeft.